# Antitrombina
La antitrombina es una pequeña glucoproteína que desactiva varias enzimas de la coagulación. La afinidad por éstas (su efectividad) está potenciada por la heparina, acelerando la acción de la antitrombina III en 1000 veces.
La antitrombina III (abreviada como AT-III) es una glucoproteína formada por una cadena de 432 aminoácidos con un peso molecular de 58 kDa.
Es un inhibidor de la coagulación a través de la neutralización de la trombina.

## Genética
El gen de la antitrombina está localizado en el  cromosoma 1, locus 1q23-q25.1.

## Deficiencia
La deficiencia de antitrombina es una enfermedad genética rara que generalmente sale a la luz cuando el paciente sufre trombosis venosas recurrentes y embolismo pulmonar. Esto fue descrito inicialmente por Egeberg, en 1965. Los pacientes son tratados con anticoagulantes o, más raramente, con un concentrado de antitrombina. Una de las formas del concentrado, ATryn, es obtenida de la leche de cabras modificadas genéticamente.
En la insuficiencia renal (especialmente en el síndrome nefrótico), la antitrombina se pierde en la orina, lo cual lleva a una mayor actividad del factor II y del factor X, y a una marcada propensión a la trombosis.